# Коропец (Закарпатская область)
Коропе́ц (укр. Коропець) — река в пределах Мукачевского и Береговского районов Закарпатской области (Украина). Протекает через сёла Шенборн и Нижний Коропец.

## Описание
Долина слабовыраженная, трапециевидная, шириной до 0,5 км, глубиной до 50 м; склоны преимущественно распаханы или заняты садами и виноградниками. Пойма шириной до 100 м, представлена луговой растительностью. Русло шириной до 9 м, глубиной — до 1,5 м, скорость течения 0,1—0,4 м/с.